# 市成村
市成村（いちなりむら）は、鹿児島県囎唹郡にあった村。現在の鹿屋市の一部。

## 地理
大隅半島の北西部、菱田川の支流大鳥川流域に位置していた。

## 歴史
- 1889年（明治22年）4月1日 - 町村制の施行に伴い、東囎唹郡市成村、諏訪原村の区域より市成村が成立[2][3]。
- 1897年（明治30年）4月1日 - 所属が囎唹郡に変更[4]。
- 1956年（昭和31年）4月1日 - 肝属郡百引村と合併して囎唹郡輝北町が発足[2][3]。同日市成村廃止。